# Ecossistema lêntico
Ecossistema lêntico é a designação dada aos ecossistemas aquáticos caracterizados por águas paradas ou de baixo fluxo, tais como lagos, lagoas, poças e reservatórios.

## Descrição
Ambientes lênticos, ou ‘lagos’ podem ser de água salina, doce, em ambiente continental ou costeiro, sendo estes totalmente ou parcialmente circundados por terra firme. São formações relativamente recentes, do ponto de vista geográfico e de “pequena” duração.